# Tonneins
Tonneins (in occitano Tonens) è un comune francese di 9 371 abitanti situato nel dipartimento del Lot e Garonna nella regione della Nuova Aquitania.

## Società

### Evoluzione demografica
Abitanti censiti